# Gens Aliena
La gens Aliena o Alliena era una familia plebeya de la República romana. El primer miembro de la gens en alcanzar prominencia fue Lucio Alieno, edil plebeyo en el 454 a. C. Sin embargo, la familia desapareció de la historia romana durante varios siglos, emergiendo una vez más en el siglo I a. C.

## Origen
El nomen Allienus pertenece a una clase de gentilicia formada con el sufijo -enus , que suele aparecer en nombres formados a partir de otras gentilicias con raíces terminadas en i. A pesar de su parecido con el adjetivo latino alienus, «extranjero», el nomen no parece ser latino, pero se encuentra con frecuencia en Piceno y sus alrededores. Como nombre personal en la gens etrusca Cecina, es posible que derivara del adjetivo.

## Praenomina
Se sabe que los Alieni utilizaron el praenomina Lucio y Aulo.

## Miembros
- Lucio Alieno, edil plebeyo en el 454 a. C.
- Aulo Alieno, pretor en 49 a. C., con Sicilia como su provincia, y más tarde sirvió como procónsul en África bajo Julio César.
- Aulo Alieno, enviado por Publio Cornelio Dolabela a Egipto, para regresar con cuatro legiones estacionadas allí, en el 49 a. C.
- Aulo Cecina Alieno, general romano del siglo I d. C.